# Vichyssoise

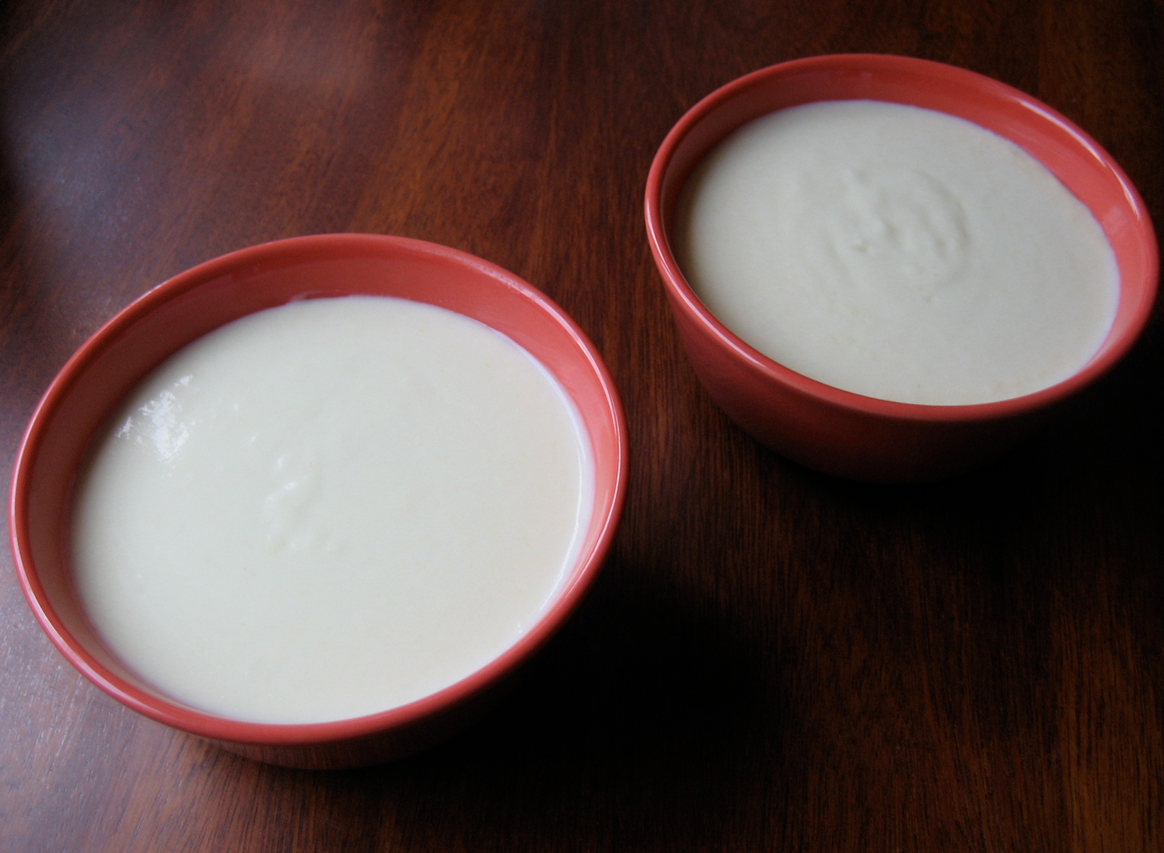
Vichyssoise servida fría en tazón. Se puede apreciar el color blanco y su textura.

La vichyssoise ([ˌˈvɪʃiˌˈswɑz] o, en español corriente, [bit͡ʃiˈsuɑs]) es una sopa internacionalmente conocida, y que es la variante fría de una receta tradicional de la cocina francesa. Sin embargo, otra teoría indica que fue inventada por un cocinero vasco basándose en la porrusalda.
Esta sopa es una crema fría salada elaborada con puerro, cebolla, patata, leche y nata. Se sirve muy fría en un plato hondo, cuenco o tazón.

## Origen
La nacionalidad culinaria de la vichyssoise se discute desde hace casi un siglo, para determinar si esta innovación gastronómica es francesa o estadounidense, según se determine en función del país donde se inventó o la nacionalidad de su creador. El crédito del descubrimiento del plato se atribuye a Louis Diat, un cocinero francés del Ritz-Carlton de Nueva York durante la Primera Guerra Mundial. Diat recordó los pasos de su invención para el diario The New Yorker en 1950: 

En el verano de 1917, cuando llevaba ya siete años en el Ritz, reflexioné sobre la sopa de puerro y patata de mi niñez, que mi madre y mi abuela solían hacer. Recordé cómo, durante el verano, mi hermano mayor y yo la enfriábamos vertiendo en ella leche fría, y lo delicioso que era. Decidí hacer algo de este tipo para los clientes del Ritz.

El mismo artículo explica que la sopa fue denominada en sus comienzos crème vichyssoise glacée, y posteriormente el menú del restaurante se cambió del francés al inglés en el año 1930, como cream vichyssoise glacée. Para dar a la sopa un nombre conocido, Diat escogió el de la ciudad de Vichy, que se encuentra no muy lejos de su pueblo natal, Montmarault.
Algunos historiadores gastronómicos señalan que el chef Jules Gouffé publicó una receta parecida con patatas, puerros, caldo de pollo y crème fraîche en su recetario Le livre de cuisine (1869), pero que la servía caliente.
Otra teoría asegura que fue inventada por un cocinero vasco. Según esa teoría, el embajador de España ante el gobierno colaboracionista de Vichy, del mariscal Petain, era un bilbaíno, José Félix de Lequerica, quien se llevó a la cocina de su embajada a un cocinero vasco de Bermeo, quien decidió refinar un plato tradicional vasco, la porrusalda, que le parecía excesivamente popular y rústico para los comensales de la representación diplomática. Con la toma de Vichy por los aliados, el cocinero se fue a los Estados Unidos, recalando en el citado hotel Ritz neoyorquino. Esta teoría se sustenta difícilmente dado que en los años 1930, a saber una década antes, fuentes estadounidenses ya citaban a la vichyssoise en la carta de varios restaurantes muy reputados del país.